# Desa Bomo (administrativ by i Indonesien, lat -8,36, long 114,34)
Desa Bomo är en administrativ by i Indonesien.   Den ligger i provinsen Jawa Timur, i den sydvästra delen av landet, 900 km öster om huvudstaden Jakarta.